# Burgstall Lenzisburg
Der Burgstall Lenzisburg, auch Lenzinsberg, Lenzensberg, Lenzesberg, Lengersberg genannt, bezeichnet eine abgegangene Spornburg auf einer 665 m ü. NHN hohen Spornkuppe im Talhang oberhalb der Traun etwa 500 Meter südwestlich des heutigen Traunsteiner Stadtteils Höfen am Hochberg im Landkreis Traunstein in Bayern. Die Anlage wird als Bodendenkmal unter der Aktennummer D-1-8141-0057 im Bayernatlas als „Burgstall des hohen und späten Mittelalters („Lenzinsberg“) mit abgegangenem Wirtschaftshof (Hof „Burgstall“)“ geführt.

## Geschichte
Die Burg wurde um 1170 erbaut und um 1200 mit einem Heinrich von Lenzinsperch erwähnt. Die Burg wurde 1313 durch salzburgische Truppen erobert und galt um 1400 als verlassen. Als Besitzer der Burg werden die Herren von Hochberg, von Surberg, von Taching (1230), das Herzogtum Baiern (1275), die Herren von Taching (1313) und Ende des 14. Jahrhunderts die Herren von Amerang zu Sondermoning genannt.

## Beschreibung
Von der ehemaligen Burganlage sind noch Reste von Wällen und Gräben erhalten. Der Burgstall ist heute ein Bodendenkmal.